# Рожа Домашцина
Рожа Домашцина (в.-луж. Róža Domašcyna, 11 серпня 1952, Серняни, Верхня Лужиця, Німеччина) — лужицька поетеса. Лауреат премії імені Якуба Цішинського.

## Біографія
Народилася 11 серпня 1951 року в лужицькому селі Серняни (Церн). З 1968 року по 1972 року працювала в редакції лужицького дитячого журналу «Płomjo» та щоденній газеті «Nowa Doba» (сьогодні — «Serbske Nowiny»). З 1970 року стала публікувати свої вірші в лужицькій періодичній пресі. З 1979 роки навчалася в Бергбау. З 1984 року працювала секретарем і діловодом в селі Горнікеци (Кнаппенроде). З 1985 року по 1989 рік навчалася в Лейпцізькому літературному інституті. З 1990 року є вільним письменником.
У 1994 році удостоєна за свої твори літературної премії міста Фельбах і в 1995 році — літературної премії імені Якуба Цішинского (заохочувальні премії).

## Твори
Пише верхньолужицькою мовою.
- «Wróćo ja doprědka du», 1990;
- «Pře wšě płoty», 1994;
- «Pobate bobate», 1999;
- «My na AGRA», 2004;
- «Prjedy hač woteńdźeš», 2011.